# 땃쥐류
땃쥐류는 진무맹장목의 땃쥐과(또는 첨서과, Soricidae)를 이루는 포유류를 두루 일컫는 말이다.
땃쥐는 흰이땃쥐아과에 속하는 종인 Crocidura lasiura를 가리키기도 한다. 땃쥐류는 몸무게가 2g밖에 나가지 않을 정도로 작은 종이 있을 정도로 포유류 중에서 가장 작다. 털은 길이가 약 5mm이고 몸빛깔은 회갈색이며 은빛 털이 섞여 있다. 앞뒷발의 표면은 회색을 띤 흰색이고 꼬리는 보통 크기로 짧은 털이 빽빽이 자라 있으며 털도 많아서 꼬리 끝까지 이어져 있고 윗면은 갈색이고 아랫면은 하얀색이다. 코는 길고 가늘어서 작은 구멍과 좁은 틈새로 먹이를 찾아들어가기 쉽다.
주로 나무 열매와 잎, 풀뿌리를 먹지만, 과일이나 채소를 먹기도 한다. 땃쥐는 사람이 먹는 음식을 먹기도 한다. 또 어떤 종은 식물성 먹이를 이것저것 가리지 않고 골고루 먹는다. 필요한 에너지량이 많기 때문에 낮에는 계속 먹어댄다. 땃쥐의 천적은 고양이, 여우, 족제비, 담비, 너구리, 올빼미 등인데, 이 중에서 고양이가 단연 대표적인 천적이다. 땃쥐는 주로 농작물을 먹어치워 인간에게는 해로운 동물이다.

## 하위 분류
땃쥐과는 모두 26개 속에 376종으로 분류하고 있다.
- 흰이땃쥐아과 (Crocidurinae)
  - 땃쥐속 (Crocidura)
  - 얼룩무늬땃쥐속 (Diplomeson)
  - 켈라트긴발톱땃쥐속 (Feroculus)
  - 팔라완이끼땃쥐속 (Palawanosorex)
  - 큰머리땃쥐속 (Paracrocidura)
  - 루웬조리땃쥐속 (Ruwenzorisorex)
  - 갑옷땃쥐속 (Scutisorex)
  - 피어슨긴발톱땃쥐속 (Solisorex)
  - 사향땃쥐속 (Suncus)
  - 숲땃쥐속 (Sylvisorex)
- 아프리카흰이땃쥐아과 (Myosoricinae)
  - 콩고땃쥐속 (Congosorex)
  - 쥐땃쥐속 또는 아프리카흰이땃쥐속 (Myosorex)
  - 아프리카두더지땃쥐속 (Surdisorex)
- 땃쥐아과 또는 붉은이땃쥐아과 (Soricinae)
  - 아노우로소렉스족 또는 아시아두더지땃쥐족 (Anourosoricini)
    - 아노우로소렉스속 또는 아시아두더지땃쥐속 (Anourosorex)

  - 블라리넬라족 또는 아시아짧은꼬리땃쥐족 (Blarinellini)
    - 블라리넬라속 또는 아시아짧은꼬리땃쥐속 (Blarinella)

  - 블라리나땃쥐족 또는 아메리카짧은꼬리땃쥐족 (Blarinini)
    - 블라리나땃쥐속 또는 아메리카짧은꼬리땃쥐속 (Blarina)
    - 작은귀땃쥐속 (Cryptotis)

  - 넥토갈레족 (Nectogalini)
    - 아시아갯첨서속 (Chimarrogale)
    - 코드시고아속 (Chodsigoa)
    - 갈색이땃쥐속 (Episoriculus)
    - 물갈퀴발갯첨서속 (Nectogale)
    - 갯첨서속 (Neomys)
    - † Nesiotites
    - 히말라야땃쥐속 (Soriculus)

  - 회색땃쥐족 (Notiosoricini)
    - 멕시코땃쥐속 (Megasorex)
    - 회색땃쥐속 (Notiosorex)

  - 뒤쥐족 (Soricini)
    - 뒤쥐속 (Sorex)